# ديفيد كروز (لاعب كرة قدم)
ديفيد كروز (بالدنماركية: David Kruse)‏ هو لاعب كرة قدم دنماركي، ولد في 15 مايو 2002 في Uldum ‏ في الدنمارك.